# Wilfried Schröder
Pour les articles homonymes, voir Schröder.
Wilfried Schröder, né le 27 février 1942, est un homme politique belge germanophone, membre du CSP. Il est devenu professeur à l'Institut technique de Saint-Vith mais a quitté l'enseignement en 1983 pour devenir courtier en assurances.
Il est également devenu politiquement actif pour le CSP et a été élu conseiller municipal d'Amblève en 1994, mandat qu'il a exercé jusqu'en 2006. De 1990 à 2004, il a également été membre du Parlement de la Communauté germanophone.
Il a également été ministre de la Communauté germanophone de 1995 à 1999, responsable de l'enseignement, de la culture, de la recherche scientifique et des monuments et sites.